# Kanonický tvar formule
Formule v predikátové logice je v kanonickém tvaru, pokud
1. žádná proměnná, která se ve formuli vyskytuje jako volná, se v ní nevyskytuje jako vázaná,
2. za každým kvantifikátorem je jiná proměnná.

Ke každé formuli existuje ekvivalentní formule v kanonickém tvaru.
Každou formuli {\displaystyle F} lze převést do kanonického tvaru vhodným přejmenováním vázaných proměnných.

## Příklad
{\displaystyle F:=\forall x\exists y\left(P\left(x,y\right)\wedge Q\left(x,z\right)\right)}
{\displaystyle G:=\exists u\left(\forall vP\left(u,v\right)\vee Q\left(v,v\right)\right)}

Ve formuli {\displaystyle F} jsou proměnné {\displaystyle x} a {\displaystyle y} vázané a proměnná {\displaystyle z} volná. {\displaystyle F} je tedy kanonická. Ve formuli {\displaystyle G} jsou všechny výskyty proměnné {\displaystyle u} vázané, ale výskyty proměnné {\displaystyle v} jsou jak vázané tak volné. {\displaystyle G} proto není v kanonickém tvaru. Výsledkem převodu {\displaystyle G} do kanonického tvaru je formule (vzniklá přejmenováním vázaných proměnných):
{\displaystyle G':=\exists u\left(\forall wP\left(u,w\right)\vee Q\left(v,v\right)\right)}